# Giovanni Battista Urbinelli

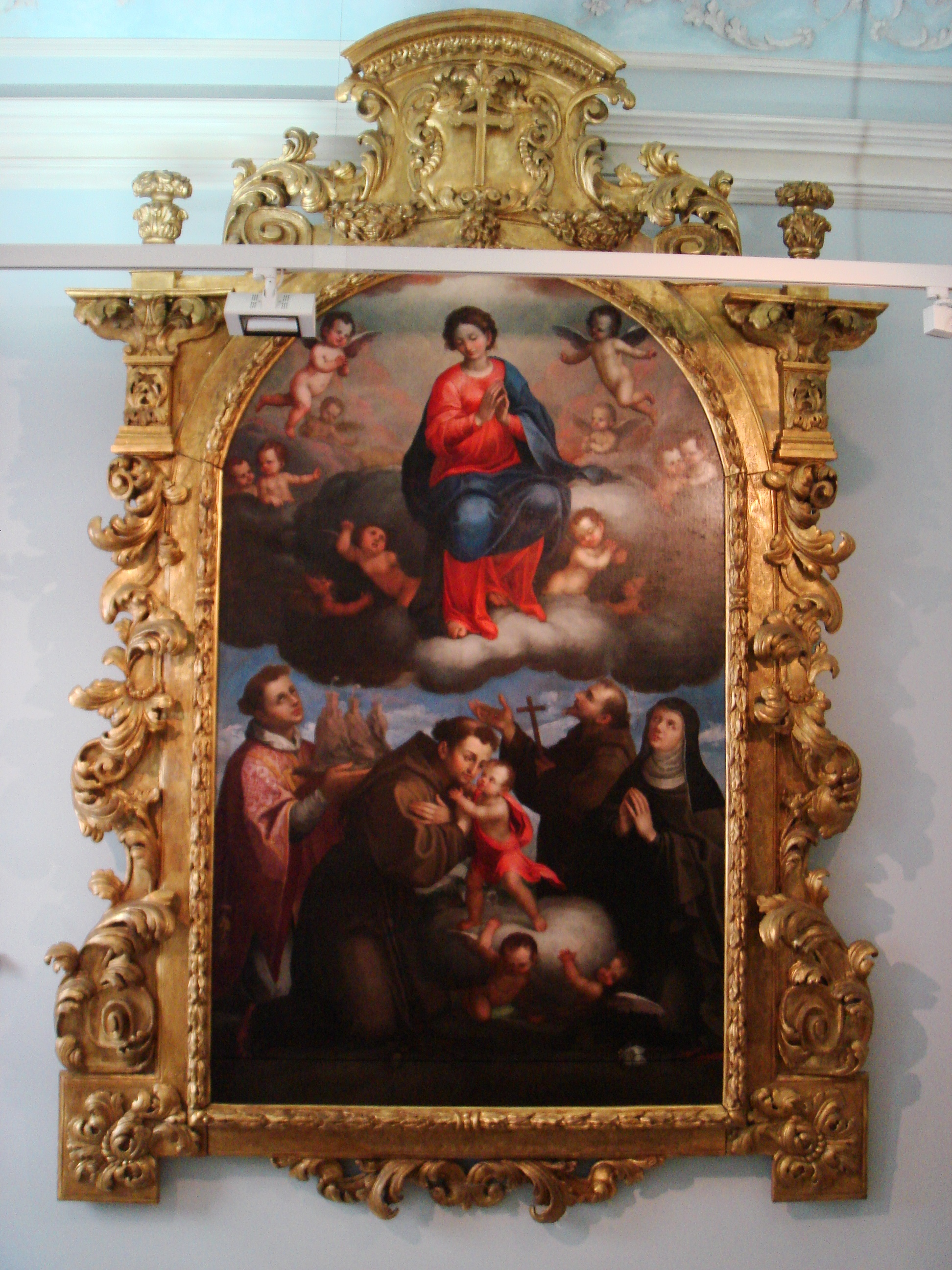
La Madonna in gloria con i santi Marino, Antonio da Padova, Francesco e Chiara, 1640, Museo di stato di San Marino.

Giovanni Battista Urbinelli (Urbino, 1605 – Urbino, 1663) è stato un pittore italiano.

## Biografia
Fu un pittore barocco, nativo di Urbino, allievo di Federico Barocci e seguace della scuola veneta di Claudio Ridolfi, quest'ultimo fu attivo nelle Marche e in Romagna.
La sua raffigurazione di San Marino, nella pala conservata presso il Museo di Stato di San Marino, è diventata, nel 2017, la faccia nazionale della moneta da 2 euro sammarinese.

## Opere
- Città di San Marino, Museo di stato di San Marino, La Madonna in gloria con i santi Marino, Antonio da Padova, Francesco e Chiara.
- Montefelcino, chiesa di Santo Stefano, Martirio di santo Stefano e visione della gloria di Dio.
- Saludecio, chiesa di San Girolamo, Vergine Assunta e i santi Francesco, Pietro e Antonio da Padova.
- Urbania, Museo diocesano "C. Leonardi", Santa Maria Maddalena.
- Urbino:
  - Oratorio delle Cinque Piaghe, Storie della Passione di Cristo.
  - Chiesa di Sant'Andrea, Chiamata di sant'Andrea.
  - Museo diocesano Albani, Madonna del cucito o Annunciazione, Sacra Famiglia e San Carlo Borromeo, sant'Antonino e sant'Apollonia.
  - Oratorio della Grotta, Cappella del Sepolcro, Crocifissione (Calvario).
  - Duomo, Cappella della Concezione, Incoronazione della Vergine, Vergine Annunciata e Arcangelo Gabriele.
  - Duomo, Cappella del Santissimo Sacramento, Adorazione dei Magi.
  - Oratorio del Corpus Domini o chiesa di San Francesco di Paola, Fuga in Egitto e Santa Cecilia.
  - Chiesa della Santissima Annunziata intra muros, Madonna col Bambino, San Rocco e Sant'Eligio.